# Planchonella ericiflora
Planchonella ericiflora är en tvåhjärtbladig växtart som beskrevs av Jérôme Munzinger och Swenson. Planchonella ericiflora ingår i släktet Planchonella och familjen Sapotaceae. Inga underarter finns listade i Catalogue of Life.